# 黒川正宏
黒川 正宏（くろかわ まさひろ　1925年7月19日－1974年2月28日）は、日本の教員、歴史家。

## 経歴
1947年に廣島高等師範学校卒業し、広島文理科大学に入学。1950年に卒業すると、京都大学大学院に入学。1954年に修了し、広島県立舟入高等学校教諭となる。教員を務める傍ら、研究を続け、広島県史編さん委員を委嘱される。1969年に退職し、尾道短期大学講師となり、翌1970年から同学助教授。
日本中世史を専攻し、若狭国の浦刀禰、山国荘、伏見荘などを題材に惣村の研究を進め、惣荘と地侍の関係を追究した。

## 著書
- 黒川正宏『中世惣村の諸問題』国書刊行会、1982年。NCID BN00348378。